# Roger Bonjour
Roger Bonjour (* 1985 in Biel) ist ein Schweizer Schauspieler.

## Leben
Roger Bonjour studierte von 2009 bis 2014 an der Zürcher Hochschule der Künste. 2011 wurde ihm der Studienpreis des Migros-Kulturprozent sowie 2012 ein Förderpreis der Armin-Ziegler-Stiftung zuerkannt.  Während seiner Studienzeit trat er bereits 2012 am Schauspielhaus in Zürich auf. Nach Abschluss des Studiums erhielt er ab der Spielzeit 2013/2014 ein festes Engagement an das Theater Freiburg. Dort war er unter anderem in Georg Büchners Drama Dantons Tod zu sehen. In der Spielzeit 2014/2015 verkörperte er an dem Theater Biel Solothurn die Sprechrolle des Zuniga  in der Oper La Tragédie de Carmen von Peter Brook nach Georges Bizet. Seit der Spielzeit 2015/2016 arbeitete er als freier Schauspieler. In der Theatersaison 2017/2018 spielte er in einer Neuinszenierung der griechischen Sage Prometheus nach Aischylos und Hesiod am Theaterhaus Jena.
Roger Bonjour wirkte in einigen Film- und Fernsehproduktionen mit. Darunter befand sich 2016 der Schweizer Spielfilm Peripherie in der er die Hauptrolle des Vinc verkörpert. In dem Fernsehfilm Zwei Leben aus der Fernsehreihe Tatort war er 2017 in dem «Schweizer Tatort» mit Stefan Gubser und Delia Mayer als Assistent Röbi zu sehen.
Sein Bruder Roland Bonjour ist ebenfalls als Schauspieler tätig.

## Filmografie (Auswahl)
- 2012: Freunde (Kurzfilm)
- 2015: Verliebt, verlobt, vertauscht (Fernsehfilm, Regie: Josh Broecker)
- 2016: Peripherie (Kinofilm, Regie Luca Ribler)
- 2016: Contenance (Regie: Michael Karrer)
- 2017: Tatort – Zwei Leben
- 2017: Zwiespalt (Fernsehfilm, Regie: Barbara Kulcsar)
- 2017: Liebesfilm (Kinofilm, Regie: Robert Bohrer)
- 2019: Stürm: Bis wir Tod sind oder frei (Kinofilm, Regie: Oliver Rihs)
- 2021: Wilder (Regie: Jan-Eric Mack)
- 2021: Tatort – Schoggiläbe
- 2023: SOKO Köln (Fernsehserie, Folge Ein wahres Verbrechen)
- 2023: Tatort: Borowski und die große Wut
- 2023: Großstadtrevier (Fernsehserie, Folge Die kleine Schachspielerin)